# كفر سرنجا
قرية كفر سرنجا هي إحدى القرى التابعة لمركز ميت غمر في محافظة الدقهلية في جمهورية مصر العربية. حسب إحصاءات سنة 2006، بلغ إجمالي السكان في كفر سرنجا 12201 نسمة، منهم 6346 رجل و5855 امرأة.